# Phyllodactylus bordai
Phyllodactylus bordai är en ödleart som beskrevs av  Taylor 1942. Phyllodactylus bordai ingår i släktet Phyllodactylus och familjen geckoödlor. IUCN kategoriserar arten globalt som livskraftig. Inga underarter finns listade i Catalogue of Life.